# Julien Jurdie
Julien Jurdie (Saint-Étienne, 26 februari 1973) is een voormalig Frans wielrenner. Anno 2020 is hij wielerploegleider.
Van 1992 tot 1999 was hij topamateur bij o.a. het wielerteam VC Lyon Vaulx-en-Velin, vanaf 2000 werd hij ploegleider bij dat team. Sinds 2004 is hij ploegleider bij professionele wielerploegen, eerst bij RAGT Semences en vanaf 2006 bij het ProTour/WorldTour-team AG2R.

## Ploegen
- 2000 - VC Lyon Vaulx-en-Velin
- 2001 - VC Lyon Vaulx-en-Velin
- 2002 - VC Lyon Vaulx-en-Velin
- 2003 - VC Lyon Vaulx-en-Velin
- 2004 - RAGT Semences-MG Rover
- 2005 - RAGT Semences
- 2006 - AG2R Prévoyance
- 2007 - AG2R Prévoyance
- 2008 - AG2R La Mondiale
- 2009 - AG2R La Mondiale
- 2010 - AG2R La Mondiale
- 2011 - AG2R La Mondiale
- 2012 - AG2R La Mondiale
- 2013 - AG2R La Mondiale
- 2014 - AG2R La Mondiale
- 2015 - AG2R La Mondiale
- 2016 - AG2R La Mondiale
- 2017 - AG2R La Mondiale
- 2018 - AG2R La Mondiale
- 2019 - AG2R La Mondiale
- 2020 - AG2R La Mondiale